# Keiren Westwood
Keiren Westwood (* 23. Oktober 1984 in Manchester) ist ein englisch-irischer Fußballspieler, der seit 2022 bei den Queens Park Rangers unter Vertrag steht.

## Verein

### Carlisle United (2004–2008)
Der aus der Jugendakademie von Manchester City stammende Keiren Westwood wechselte 2004 zum englischen Fünftligisten Carlisle United, nachdem er bei City den Durchbruch im Profifußball verpasst hatte. Carlisle hatte in der Saison zuvor mit dem Abstieg aus der Football League den Tiefpunkt der Vereinsgeschichte erlebt. Nach dem direkten Wiederaufstieg 2004/05 etablierte sich Westwood in der vierten Liga als neuer Stammtorhüter und schaffte mit Carlisle als Meister vor Northampton Town und Leyton Orient den direkten Durchmarsch in die drittklassige Football League One. Der Aufsteiger etablierte sich in der League One 2006/07 als Tabellenachter und verbesserte dieses Ergebnis in der Saison 2007/08 mit dem vierten Platz. In der ersten Play-off-Runde scheiterte United jedoch mit 2:1 und 0:2 am Tabellenfünften Leeds United und verpasste somit den Aufstieg in die zweite Liga. Westwood wurde am Saisonende aufgrund seiner guten Leistungen ins PFA Team of the Year der dritten Liga gewählt.

### Coventry City (2008–2011)
Durch seine Leistungen in der League One war Westwood auch höherklassigen Vereinen aufgefallen und so erfolgte am 18. Juni 2008 der Wechsel zum Zweitligisten Coventry City, wo er einen Dreijahresvertrag unterzeichnete. Seine erste Saison in der Football League Championship 2008/09 beendete er mit seinem Team lediglich auf dem siebzehnten Rang, aber dafür wurde Westwood zum zweiten Mal in Folge ins PFA Team of the Year gewählt. In der Saison 2009/10 verschlechterten sich die Leistungen noch einmal und führten den Verein aus Coventry auf den neunzehnten Platz. Nach einer weiteren Saison im unteren Tabellendrittel verlängerte Westwood seinen auslaufenden Vertrag nicht und verließ den Verein.

### AFC Sunderland (2011–2014)
Am 22. Juni 2011 gab der AFC Sunderland die Verpflichtung des ablösefreien Keiren Westwood bekannt. Nachdem er zu Beginn der Saison 2011/12 hinter dem belgischen Nationaltorhüter Simon Mignolet als Ersatz auf der Bank Platz nehmen musste, debütierte er am 29. Oktober 2011 für den verletzten Belgier im Tor von Sunderland. Auch nach der Entlassung von Steve Bruce konnte er unter dem neuen Trainer Martin O’Neill seinen Platz im Tor behaupten. Nachdem er an Neujahr 2012 die Partie gegen Manchester City verletzungsbedingt verpasst hatte, erhielt Mignolet für die restliche Spielzeit wieder den Vorzug. Im Juli 2014 endete Westwoods Engagement in Sunderland.

### Sheffield Wednesday (2014–2021)
Ablösefrei schloss sich Westwood dann dem Zweitligisten Sheffield Wednesday an. Aus der ursprünglichen Vertragslaufzeit von zwei Jahren wurden sieben Spielzeiten und bis zu seinem Ende im Jahr 2021 absolvierte er insgesamt 199 Pflichtspiele. In dieser Zeit erreichte er zweimal die Play-offs zur Premier League, jedoch scheiterte man in beiden Runden knapp am Aufstieg.

### Queens Park Rangers (2022-heute)
Nachdem Westfood knapp neun Monate vereinslos war, unterschrieb er am 18. März 2003 einen Vertrag beim englischen Zweitligisten Queens Park Rangers. Dort gab er zwei Tage später bei der 1:3-Heimspielniederlage gegen Peterborough United sein Debüt.

## Nationalmannschaft
Durch seine irischen Großeltern erhielt der in England geborene Keiren Westwood die Spielberechtigung für die irische Nationalmannschaft und wurde bereits während seiner Zeit beim englischen Drittligisten Carlisle United für den irischen Kader nominiert. Am 29. Mai 2009 debütierte er im Freundschaftsspiel gegen Nigeria (1:1), als er in der 46. Minute für Shay Given eingewechselt wurde.
Obwohl Westwood vor der Fußball-Europameisterschaft 2016 kaum zum Einsatz gekommen war und auch bei den unmittelbaren Vorbereitungsspielen nicht im Kader stand, wurde er aufgrund seiner guten Saison im Verein als dritter Torhüter in das Aufgebot Irlands für die EM in Frankreich aufgenommen. Er trug sogar die Nummer 1, kam aber im Turnier nicht zum Einsatz. 
Am 6. Juni 2017 absolvierte Westwood das vorerst letzte seiner insgesamt 21 Länderspiele, als er beim 3:1-Testspielsieg über Uruguay in der 46. Minute für Darren Randolph eingewechselt.